# Maramureș (županija)
Maramureș (IPA: [ma.ra.'mu.reʃ]; (mađarski:Máramaros)  županija nalazi se u sjeverozapadnoj Rumunjskoj u povjesnoj pokrajini Transilvaniji. Glavni grad županije Maramureș je grad Baia Mare.

## Demografija
Po popisu stanovništva iz 2002. godine na prostoru županije Maramureș živjelo je 510.110 stanovnika, dok je prosječna gustoća naseljenosti 81 stan/km². 
- Rumunji - 82% ( 441,288)[1]
- Mađari - 9,1% ( 46.300)
- Rusini i Ukrajinci - 6,7% ( 34.027)
- Romi - 1,7% ( 8.913)
- Nijemci - 0,4% (or 2.012), i ostali.

| Godina | Ukupno stanovnika |
| ------ | ----------------- |
| 1948.  | 321.287           |
| 1956.  | 367.114           |
| 1966.  | 427.645           |
| 1977.  | 492.860           |
| 1992.  | 540.099           |
| 2002.  | 510.110           |

## Zemljopis
Županija Maramureș ima ukupno površinu od 6.304 km ², od kojih 43% je prekriveno planinama iz Karpatske grupe. Ostatak županije su brežuljci, visoravni i doline. Najveća rijeka je Tisa u koju se ulijevaju ostale manje rijeke.

#### Susjedne županije
- Suceava na istoku.
- Santu Mare na zapadu.
- Ivano-Frankivska oblast i Zakarpatska oblast u Ukrajini na sjeveru.
- Sălaj, Cluj i Bistrița-Năsăud na jugu.

## Gospodarstvo
Maramureș županija je poznata po svojim pastoralnim i poljoprivrednim običajima, koje je u velikoj mjeri zaobišla industralizacija koja je iskazana tijekom Rumunjskog komunističkog perioda. Oranje, sjetva, žetva uglavnom se obavlja ručno.
Županija je također dom snažne rudarske industrije. Industrijskih postrojenja ima oko glavnog grada Baia Mare u komunističkom periodu priroda je teško zagađena, ali sve se više brige vodi o prirodi tako da se stanje vrlo brzo popravlja.

## Administrativna podjela
Županija je podjeljena na dvije municipije, 11 gradova i 63 općine.

### Municipiji
- Baia Mare - glavni grad; stanovnika: 149.735
- Sighetu Marmației

### Gradovi
- Baia Sprie
- Borșa
- Cavnic
- Dragomirești
- Săliștea de Sus
- Seini
- șomcuta Mare
- Târgu Lăpuș
- Tăuții-Măgherăuș
- Ulmeni
- Vișeu de Sus

### Općine
| - Ardusat - Ariniș - Asuaju de Sus - Băița de sub Codru - Băiuț - Bârsana - Băsești - Bicaz - Bistra - Bocicoiu Mare - Bogdan Vodă - Boiu Mare - Botiza - Budești | - Călinești - Câmpulung la Tisa - Cernești - Cicârlău - Coaș - Coltău - Copalnic-Mănăștur - Coroieni - Cupșeni - Desești - Dumbrăvița - Fărcașa - Gârdani - Giulești | - Groși - Groșii țibleșului - Ieud - Lăpuș - Leordina - Mireșu Mare - Moisei - Oarța de Jos - Ocna șugatag - Oncești - Petrova - Poienile de sub Munte - Poienile Izei - Recea | - Remetea Chioarului - Remeți - Repedea - Rona de Jos - Rona de Sus - Rozavlea - Ruscova - Săcălășeni - Săcel - Sălsig - Săpânța - Sarasău - Satulung - șieu | - șișești - Strâmtura - Suciu de Sus - Vadu Izei - Valea Chioarului - Vima Mică - Vișeu de Jos |

## Vanjske poveznice
- Maramureș Online Vijesti
- Portal Maramureș  Arhivirana inačica izvorne stranice od 17. rujna 2008. (Wayback Machine)